# Agios Ioannis Theologos (Kythnos)
Die Kirche Agios Ioannis Theologos (griechisch Άγιος Ιωάννης Θεολόγος, „Heiliger Johannes Theologus“) ist eine griechisch-orthodoxe Kirche und ein historisches Denkmal in der Chora von Kythnos auf den Kykladen.

## Lage und Beschreibung
Sie befindet sich in Panochori im Zentralort, in der Nähe der Platia Mazaraki. Sie ist ein typisches Beispiel der Kirchenbaukunst von Kythnos und wurde als historisches Denkmal klassifiziert. Die Kirche ist im byzantinischen Stil erbaut und besteht aus einem kreuzförmigen Raum mit einer Kuppel, einer holzgeschnitzten Ikonostase, einer bemerkenswerten Hagiographie und post-byzantinischen Ikonen. An der südlichen Außenseite, über dem Südeingang, befindet sich eine an der Mauer montierte Sonnenuhr.
Sie wurde 1846 auf Kosten des Priesters und Lehrers Georgios Aisopidis renoviert. Zu dieser Zeit wurde die Kirche des Heiligen Johannes des Theologen mit Fresken dekoriert. Auf Kosten des Priesters Meletius Vayanellis, der zu dieser Zeit in Kiew lebte, wurde sie mit Gefäßen der russischen kirchlichen Kunst ausgestattet. Es gibt zwei Ikonen des Künstlers Dimitrios Halkiotis. Die eine stellt die Apokalypse des Heiligen Johannes des Theologen dar, der sich in einem Zustand der Anbetung befindet. Die andere Ikone zeigt die Jungfrau Maria mit Jesus in ihren Armen, Elisabeth, Johannes, die heilige Anna und Maria. Jesus, Maria und Johannes sind als Kinder dargestellt. Das Besondere an dieser Ikone ist, dass die Heiligen nicht, wie sonst üblich, auf einem Thron sitzen, sondern laufen. Die Ikone zeichnet sich durch kräftige Farben aus.